# Élections locales britanniques de 1964 à Londres
Les élections locales britanniques de 1964 ont lieu le 7 mai 1964 en Angleterre. À Londres, 1 863 conseillers d'arrondissement sont à élire.

## Résultats

### Global
| Parti | Parti                    | Conseils | Conseils | Sièges | Sièges |
| Parti | Parti                    | Élus     | +/-      | Élus   | +/-    |
| ----- | ------------------------ | -------- | -------- | ------ | ------ |
|       | Parti travailliste       | 20       |          | 1 112  |        |
|       | Parti conservateur       | 9        |          | 668    |        |
|       | Association de résidents | 0        |          | 49     |        |
|       | Parti libéral            | 0        |          | 16     |        |
|       | Indépendant              | 0        |          | 11     |        |
|       | Autres                   |          |          | 3      |        |
|       | Conseil sans majorité    | 3        |          |        |        |
| Total | Total                    | 32       | 32       | 1 863  | 1 863  |

### Par arrondissement

Résultats à Londres.

| Conseil                | Majorité élue | Majorité élue |
| ---------------------- | ------------- | ------------- |
| Barking                |               | Travailliste  |
| Barnet                 |               | Conservateur  |
| Bexley                 |               | Travailliste  |
| Brent                  |               | Travailliste  |
| Bromley                |               | Conservateur  |
| Camden                 |               | Travailliste  |
| Croydon                |               | Sans majorité |
| Ealing                 |               | Travailliste  |
| Enfield                |               | Travailliste  |
| Greenwich              |               | Travailliste  |
| Hackney                |               | Travailliste  |
| Hammersmith            |               | Travailliste  |
| Haringey               |               | Travailliste  |
| Harrow                 |               | Conservateur  |
| Havering               |               | Sans majorité |
| Hillingdon             |               | Travailliste  |
| Hounslow               |               | Travailliste  |
| Islington              |               | Travailliste  |
| Kensington and Chelsea |               | Conservateur  |
| Kingston upon Thames   |               | Conservateur  |
| Lambeth                |               | Travailliste  |
| Lewisham               |               | Travailliste  |
| Merton                 |               | Sans majorité |
| Newham                 |               | Travailliste  |
| Redbridge              |               | Conservateur  |
| Richmond upon Thames   |               | Conservateur  |
| Southwark              |               | Travailliste  |
| Sutton                 |               | Conservateur  |
| Tower Hamlets          |               | Travailliste  |
| Waltham Forest         |               | Travailliste  |
| Wandsworth             |               | Travailliste  |
| Westminster            |               | Conservateur  |